# سلاحف النينجا: فال أوف ذا فوت كلان
سلاحف النينجا: فال أوف ذا فوت كلان (بالإنجليزية: Teenage Mutant Ninja Turtles: Fall of the Foot Clan)‏ ، هي لعبة فيديو إلكترونية من نوع أكشن ومنصات ، أنتجها شركة كونامي اليابانية سنة 1990م ، وتعمل لنظام جيم بوي الحصري.